# Stempenalter
Die Stempenalter ist ein kleines Isar-Altwasser in der Gemarkung Teisbach der Stadt Dingolfing in Niederbayern.

## Etymologie
Stempen bedeutet in bairisch Pfahl bzw. Holzpflock. Alter (mit femininem Genus, die Alter) ist entsprechend die bairische Bezeichnung für Altwasser. Durch einen Pflock (oder auch einen Baumstumpf), der aus dem Wasser ragte, erhielt das Gewässer seinen Namen.

## Lage
Die Stempenalter liegt zwischen der Isar, die 200 Meter südlich verläuft, und dem Längenmühlbach, der 300 Meter weiter nördlich vorbeifließt. Das verlandende Stillgewässer liegt nur rund 40 Meter nördlich der Kreisstraße DGF 16 bzw. 33 Meter nördlich des Radwegs zwischen Schönbühl und der Isarbrücke von Teisbach. Wegen des dichten Unterholzes des Auwaldes ist die Stempenalter von der Straße aus nicht einsehbar und ist aus dem gleichen Grund etwas schwer zugänglich und aufzufinden.

## Karte und Luftbild
Die Stempenalter ist nicht auf der amtlichen topographischen Karte verzeichnet, jedoch auf der Gewässerkarte des Kreisfischereivereins Dingolfing. Die Stempenalter ist ein Vereinsgewässer dieses Sportfischervereins, wird aber als für die Fischerei uninteressant eingestuft. Sie ist auf den meisten Luft- und Satellitenbildern nicht oder nur schwer zu erkennen, da weitgehend von Baumkronen überdeckt. Am besten ist sie auf dem Luftbild des BayernAtlas zu erkennen: